# 宮川 (天竜川水系)
宮川（みやがわ）は、長野県諏訪地域を流れる天竜川水系の一級河川。

## 地理
八ヶ岳連峰南西部から流出する矢ノ口川、阿久川、大早川、前沢川、弓張川や、入笠山から流出する大沢川などが合流して宮川となり、フォッサマグナ断層崖沿いに八ヶ岳噴出物の裾野を北西に流下し、諏訪盆地の平坦地に沖積平野を発達させ、諏訪湖の南岸に流入する。
上流部では山浦地方南部の水田に堰を通して灌漑し、中流部の茅野市街地で「取毀（とりこぼし）」と呼ばれる分水路によって上川に分水し、下流部は堆積作用が盛んで小規模な自然堤防を形成し、低湿な三角州を形成している。